# Línea L23 (Montevideo)
La línea L23 es una línea local de la Terminal del Cerro, une dicha terminal con Santa Catalina. La ida es Santa Catalina y la  vuelta es la Terminal Cerro.

## Características
Opera solamente los fines de semana, sustituyendo a la línea 186 en su tramo desde Santa Catalina hasta la Terminal del Cerro.

## Recorridos
| Ida - Zona B (Terminal del Cerro) - Egipto - Japón - Rotonda - Avenida Carlos María Ramírez - Bulgaria - Cno. Burdeos - Cno. Santa Catalina - Las Achiras - Santa Catalina | Vuelta - Santa Catalina - Las Achiras - Cno. Santa Catalina - Cno. Burdeos - Gibraltar - Av. Carlos Ma. Ramírez - Av. Santín Carlos Rossi - Pedro Castellino - Zona B (Terminal del Cerro) |

## Barrios
El L23 pasa por los barrios: Cerro, Casabó Norte y Santa Catalina.